# 1999年の野球
1999年の野球（1999ねんのやきゅう）では、1999年の野球界における動向をまとめる。

## 競技結果

### 高校野球
- 第71回選抜高等学校野球大会優勝：沖縄尚学
- 第81回全国高等学校野球選手権大会優勝：桐生第一

### 大学野球
- 第48回全日本大学野球選手権大会優勝：青山学院大
- 第30回明治神宮野球大会優勝：九州共立大

- 東京六大学野球連盟優勝 春：早稲田大、秋：立教大
- 東都大学野球連盟優勝 春：青山学院大、秋：青山学院大
- 関西学生野球連盟優勝 春：立命館大、秋：立命館大

### 社会人野球
- 第70回都市対抗野球大会優勝：東芝
- 第26回社会人野球日本選手権大会優勝：シダックス

### メジャーリーグ
- ワールドシリーズ：ニューヨーク・ヤンキース（4戦全勝）アトランタ・ブレーブス
  - アメリカンリーグ東地区優勝：ニューヨーク・ヤンキース
  - アメリカンリーグ中地区優勝：クリーブランド・インディアンス
  - アメリカンリーグ西地区優勝：テキサス・レンジャーズ
  - ナショナルリーグ東地区優勝：アトランタ・ブレーブス
  - ナショナルリーグ中地区優勝：ヒューストン・アストロズ
  - ナショナルリーグ西地区優勝：アリゾナ・ダイヤモンドバックス

## できごと

### 3月
- 3月25日 - 【高校】阪神甲子園球場にて第71回選抜高等学校野球大会が開幕。
- 3月28日 - ハバナのエスタディオ・ラティーノアメリカーノでボルチモア・オリオールズ対キューバ代表の親善試合が開催される。キューバ代表とMLBのチームが対戦するのは40年ぶり。

### 4月
- 4月4日 - 【高校】第71回選抜高等学校野球大会の決勝戦が阪神甲子園球場で行われ、沖縄尚学が水戸商を7-2で破り初優勝。

### 8月
- 8月7日 - 【高校】阪神甲子園球場で第81回全国高等学校野球選手権大会が開幕。
- 8月21日 - 【高校】第81回全国高等学校野球選手権大会の決勝戦が阪神甲子園球場において行われ、群馬県の桐生第一が岡山県の岡山理大附に14-1で勝利し、初優勝。

## 誕生

### 1月
- 1月2日 - フェルナンド・タティス・ジュニア
- 1月14日 - 和田康士朗

### 2月
- 2月21日 - 三森大貴

### 3月
- 3月13日 - 佐藤輝明

### 4月
- 4月15日 - 安田尚憲
- 4月28日 - 山口翔

### 5月
- 5月25日 - 清宮幸太郎
- 5月27日 - エスタミー・ウレーニャ

### 6月
- 6月6日 - 中村奨成
- 6月10日 - 西川愛也
- 6月16日 - 日暮矢麻人
- 6月25日 - 櫻井周斗

### 8月
- 8月4日 - 茶野篤政
- 8月9日 - オーウェン・ホワイト

### 9月
- 9月23日 - 牧丈一郎
- 9月30日 - サム・バックマン

## 死去
- 1月7日 - 槌田誠（*1943年）
- 1月24日 - 土井垣武（*1921年）
- 1月31日 - 馬場正平（*1938年）
- 3月1日 - 西村一孔（*1935年）
- 3月8日 - ジョー・ディマジオ（*1914年）
- 4月16日 - 別当薫（*1920年）
- 4月30日 - 根本陸夫（*1926年）
- 5月4日 - 村上実（*1906年）
- 5月31日 - 山田忠男（*1942年）
- 6月23日 - 引地信之（*1930年）
- 6月24日 - 別所毅彦（*1922年）
- 6月25日 - 衆樹資宏（*1934年）
- 6月27日 - 水野良一（*1917年）
- 8月13日 - 杉浦藤文（*1941年）
- 8月14日 - ピー・ウィー・リース（*1918年）
- 8月19日 - 柴田英治（*1931年）
- 9月9日 - キャットフィッシュ・ハンター（*1946年）
- 9月9日 - 広瀬宰（*1947年）
- 9月16日 - 山本兵吾（*1934年）
- 10月7日 - 板東里視（*1942年）
- 11月16日 - 小嶋仁八郎（*1921年）
- 12月30日 - 天保義夫（*1924年）